# Everett Range
Everett Range är en bergskedja i Antarktis. Den ligger i Östantarktis. Nya Zeeland gör anspråk på området.
Everett Range sträcker sig 47 kilometer i sydostlig-nordvästlig riktning. Den högsta toppen är Mount Regina, 2 080 meter över havet.
Topografiskt ingår följande toppar i Everett Range:
- Cantrell Peak
- Mount Regina